# Strandmælde
Strandmælde (Atriplex littoralis), ofte skrevet strand-mælde, er en 20-60 cm høj plante, der vokser på tangvolde og strandenge ved beskyttede kyster.

## Beskrivelse
Strandmælde er en enårig, urteagtig plante med en opret, busket vækst. Stænglerne er forgrenede, furede og glatte. Bladene sidder modsat – i hvert fald forneden på skuddene. De er linjeformede til lancetformede med tandet eller bugtet rand. Over- og underside er hårløse og grågrønne.
Blomstringen sker juli-september. Blomsterne er samlet i endestillede, toplignende stande, der er opbygget af kompakte nøgler. Kun de hanlige blomster har et bloster, mens de hunlige helt mangler dette. Derimod er hunblomsten forsynet med to trekantede til ægformede højblade, der bliver opsvulmede og bruskagtige ved frugtmodningen. Frugterne er i øvrigt nødder.
Rodnettet består af en stor mængde, grove og stærkt forgrenede trævlerødder.
Højde x bredde og årlig tilvækst: 0,50 x 0,30 m (50 x 30 cm/år).

## Voksested
Arten er udbredt fra Nordafrika over Kaukasus og Centralasien til Sibirien og Europa, herunder også i Danmark, hvor den er almindelig. Den er knyttet til lysåbne voksesteder med højt næringsindhold i jorden. Derfor findes den på tangvolde, strandrørsumpe og strandenge.
På den nordligste del af halvøen Lundø, mellem Skive Fjord og Lovns Bredning vokser arten på hævet sandbund sammen med bl.a. draphavre, engelskgræs, alm. kvik, marehalm, bidende stenurt, gul kløver, gul snerre, gåsepotentil, harril, kveller, sandstar, strandannelgræs, strandarve, strandasters, strandvejbred og vellugtende gulaks
Ligeledes findes den i Ishøj (og antageligvis andre steder på Køge Bugt Strandpark), hvor den står sammen med strandkarse, strandfladbælg, strandasters, strandarve og strandsennep.
| Portal | Portal:Botanik |

## Note
1. ↑  "Naturstyrelsen: Arealer på Lundø". Arkiveret fra originalen 14. juli 2014. Hentet 3. marts 2017.